# Ipomoea passifloroides
Ipomoea passifloroides är en vindeväxtart som beskrevs av Homer Doliver House. Ipomoea passifloroides ingår i släktet praktvindor, och familjen vindeväxter. Inga underarter finns listade i Catalogue of Life.